# New York City Department of Cultural Affairs
Le New York City Department of Cultural Affairs (ou DCLA) en français : « département des Affaires culturelles de la ville de New York » ; est une agence culturelle de la ville de New York aux États-Unis. 
Elle a un budget annuel de 152 millions de dollars en 2007 soit le premier budget culturel public américain, aussi important que celui de l'agence fédérale du NEA.
Elle finance plusieurs dizaines d'institutions culturelles dans la ville (musées, conservatoires, théâtres, etc.). Elle soutient la création artistique sous toutes ses formes et subventionne des peintres, des musiciens, des comédiens, etc. 
Tous les quatre ans, elle distribue plus de 800 millions de dollars d'aides à près de 200 associations culturelles non lucratives.